# Samantha Michela Capitoni
Samantha Michela Capitoni (Castellaneta, 9 settembre 1990) è un'attrice italiana.

## Biografia
Dopo aver conseguito la Laurea in giurisprudenza nel 2014 presso l'Università Aldo Moro di Bari con una tesi in procedura penale, si trasferisce a Roma dove partecipa al laboratorio teatrale diretto da Silvio Spaccesi e frequenta i corsi di dizione diretti da Isabella Guidotti presso la Planet Film e la scuola di recitazione diretta da Jenny Tamburi. Il corso di dizione e recitazione con Silvia Luzzi, la scuola di canto presso la Bottega del suono diretta da Marcello Cirillo e il corso di danza diretto da Steve La Chance.
Nel 2008 esordisce al cinema con Un'estate al mare per la regia di Carlo Vanzina. Nel 2010 è nel cast del film Tutto l'amore del mondo per la regia di Riccardo Grandi.
Nel 2009 per la televisione recita nel Tv movie VIP di Carlo Vanzina e nel 2010 le viene affidato il ruolo di co-protagonista nel film tv Colpo di fulmine per la regia di Roberto Malenotti.
Sempre nel 2010 prende parte alla serie tv Rai La ladra a fianco di Veronica Pivetti per la regia di Francesco Vicario.
Nel 2011 interpreta il ruolo di "Veronica" nel film in due puntate Il commissario Zagaria al fianco di Lino Banfi per la regia di Antonello Grimaldi. Il 2011 la vede sul set de La donna della domenica scritto da Fruttero e Lucentini per la regia di Giulio Base nel ruolo di "Linda" e trasmesso da Rai 1.
Nel 2012 interpreta il ruolo della dottoressa Valente nella serie tv Rai in due puntate dal titolo La vita che corre per la regia di Fabrizio Costa.
Nello stesso anno le viene affidato il ruolo di "Vanessa" nella serie tv Rai in sei puntate Il commissario Nardone al fianco di Sergio Assisi e Stefano Dionisi per la regia di Fabrizio Costa.
Nel 2013 è impegnata nella serie Rai in sei puntate Una buona stagione, nel ruolo di Michela Ferrin per la regia di Gianni Lepre. Recita al fianco di Ottavia Piccolo, Jean Sorel, Luisa Ranieri e Ivano Marescotti.
Nel 2014 continua a lavorare per la Rai nella fiction Non avere paura - Un'amicizia con papa Wojtyla con Giorgio Pasotti e Aleksey Guskov, diretta dal regista Andrea Porporati
Nel 2018 è protagonista con Billy Zane del film stay calm con produzione italoamericana. 
Vince Il premio Virna Lisi come migliore attrice protagonista

### Teatro
Nel 2007 recita ne Il medico dei pazzi regia di Silvio Spaccesi e sempre nel 2007 è nel cast del musical Grease per la regia di Marcello Cirillo.
Nel 2016 porta in scena insieme a David Sebasti Parole incatenate di Jordi Galcerán, per la regia di Davide Dapporto.

## Filmografia

### Cinema
- Un'estate al mare, regia di Carlo Vanzina (2008)
- Tutto l'amore del mondo, regia di Riccardo Grandi (2010)

### Televisione
- VIP, regia di Carlo Vanzina (2008)
- Colpo di fulmine, regia di Roberto Malenotti (2010)
- La donna della domenica, regia di Giulio Base (2011)
- Il commissario Zagaria, regia di Antonello Grimaldi (2011)
- La vita che corre, regia di Fabrizio Costa (2012)
- Cesare Mori - Il prefetto di ferro, regia di Gianni Lepre (2012)

### Serie TV
- La ladra – serie TV, episodi 1x5 (2010)
- Il commissario Nardone – serie TV, 12 episodi (2012)
- Questo nostro amore – serie TV, 6 episodi (2012)
- Una buona stagione – serie TV, 6 episodi (2014)